# Tangata whenua
Pour les articles homonymes, voir Maori.
 (janvier 2022).
Si vous disposez d'ouvrages ou d'articles de référence ou si vous connaissez des sites web de qualité traitant du thème abordé ici, merci de compléter l'article en donnant les références utiles à sa vérifiabilité et en les liant à la section « Notes et références ».
En Nouvelle-Zélande, tangata whenua (ˈtaŋata ˈfɛnʉ.a) est un terme maori qui signifie littéralement le  « peuple de la terre ». Il peut faire référence soit à un groupe spécifique de personnes ayant des revendications historiques sur un district, soit plus largement au peuple maori dans son ensemble.

## Étymologie

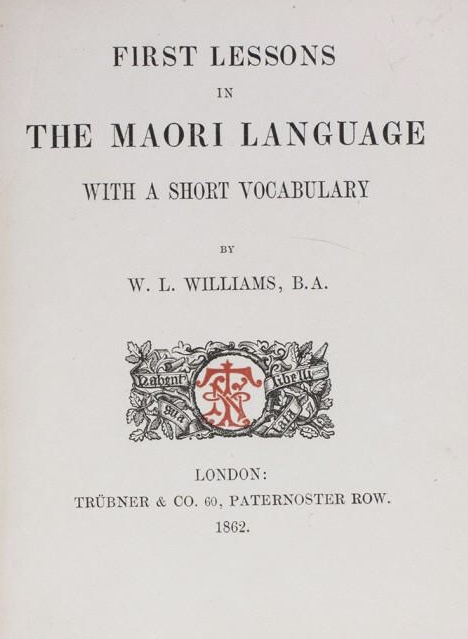
Premières leçons de langue maorie (1862) par WL Williams, premier évêque de Waiapu.

Selon le dictionnaire définitif de la langue maorie de Premières leçons de langue maorie, 1862 par Herbert Williams, de Waiapu, tangata signifie « homme » ou « être humain », tandis que tāngata (avec le « â » ) est le pluriel et signifie « peuple ». Tangata peut aussi signifier « peuple » en référence à un groupe doté d'une identité singulière. 
Whenua signifie à la fois « terre » et « placenta ». C'est un terme d'origine austronésienne, que l'on retrouve dans d'autres langues polynésiennes (fenua, henua). Contrairement à la conception européenne selon laquelle les gens possèdent des terres, dans la vision du monde maorie, la terre est considérée comme la mère du peuple. Le rapport à la terre n'est pas différent de celui du fœtus au placenta. En outre, il existe certains rituels maoris impliquant l'enterrement du placenta d'un nouveau-né sur une terre ancestrale, ce qui peut illustrer davantage le mot whenua signifiant à la fois « terre » et « placenta »[réf. nécessaire].

## Contexte

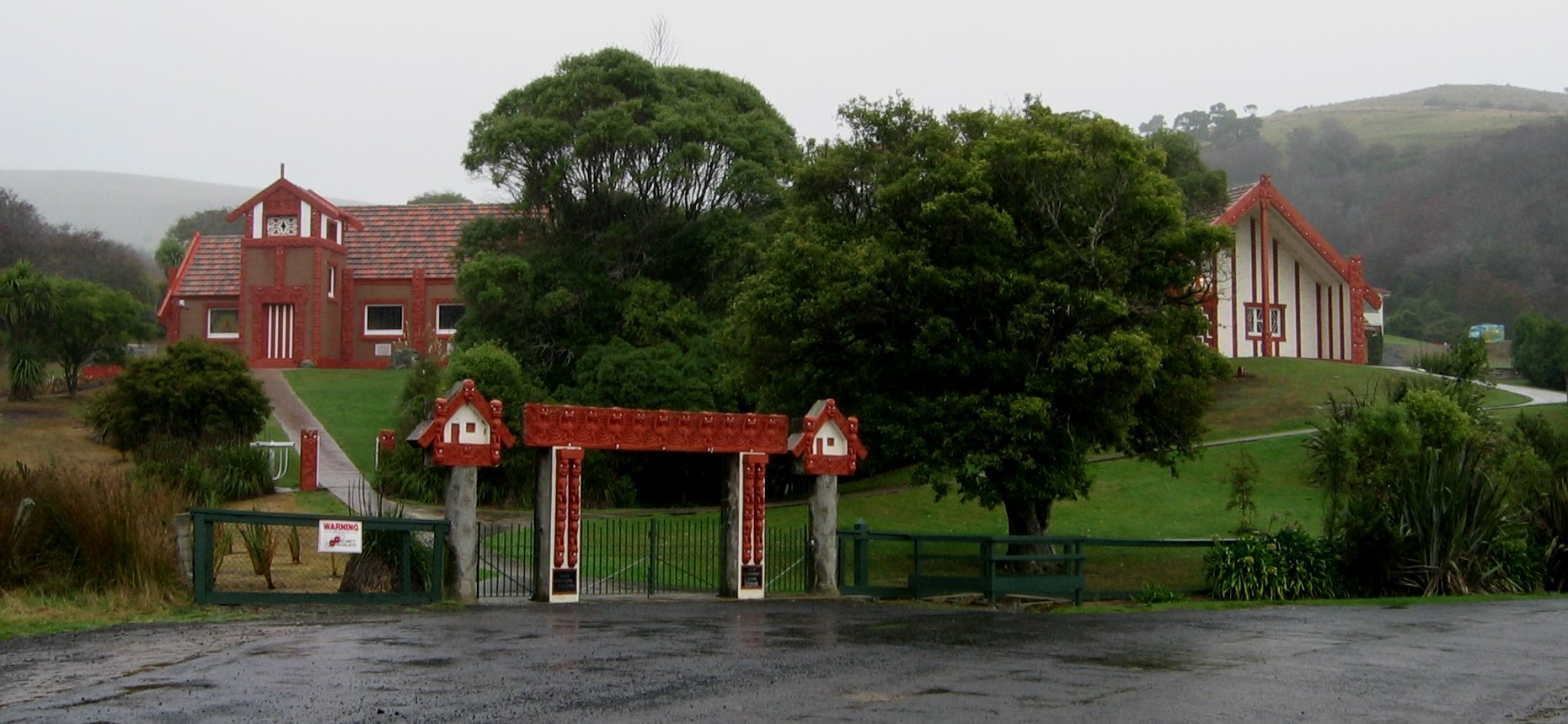
Un marae à Dunedin.

Dans le contexte de l'ascendance tribale et de la propriété foncière, les tangata whenua sont les descendants du premier peuple à s'installer sur les terres du district ; l'émanation de la puissance spirituellee mana, peut résider avec les arrivées ultérieures. Dans un marae particulier , les tangata whenua sont les propriétaires du marae, par opposition aux manuhiri (invités). Après la cérémonie d'accueil sur un marae, les invités peuvent se voir accorder le statut honorifique temporaire de tangata whenua, et peuvent même être invités à participer en tant que locaux pendant que les cérémonies se poursuivent. C'est une coutume répandue dans les îles du triangle polynésien.
Tangata whenua est également devenu un terme anglais néo-zélandais avec un statut juridique spécifique.

## Loi et coutume
Les peuples autochtones de Nouvelle-Zélande peuvent être divisés en trois niveaux de parenté, sur lesquels la gouvernance traditionnelle était basée.

### Whānau
Le niveau le plus petit, whānau, est ce que les Occidentaux considéreraient comme la famille élargie, peut-être descendante d'un arrière-grand-parent commun. Traditionnellement, les whānau avaient en commun leur réserve de nourriture (leur forêt ou buisson pour chasser les oiseaux et cueillir ou cultiver des aliments végétaux, et une partie de la mer, une rivière ou un lac pour cueillir des anguilles, des poissons, des crustacés et d'autres fruits de mer). Ces ressources étaient farouchement protégés : lorsque les ressources d'une personne ne pouvaient plus subvenir aux besoins d'un whānau en pleine croissance, une guerre avec une tribu voisine pouvait éclater.

### Hapū
Le niveau suivant, hapū (sous-tribu), est un groupe de plusieurs whānau apparentés , et était traditionnellement la principale unité de gouvernance. En temps de guerre, et lorsque des décisions devaient être prises lors de négociations avec des tribus extérieures, les chefs whānau se réunissaient et les hapū prenaient des décisions collectives 

### Iwi

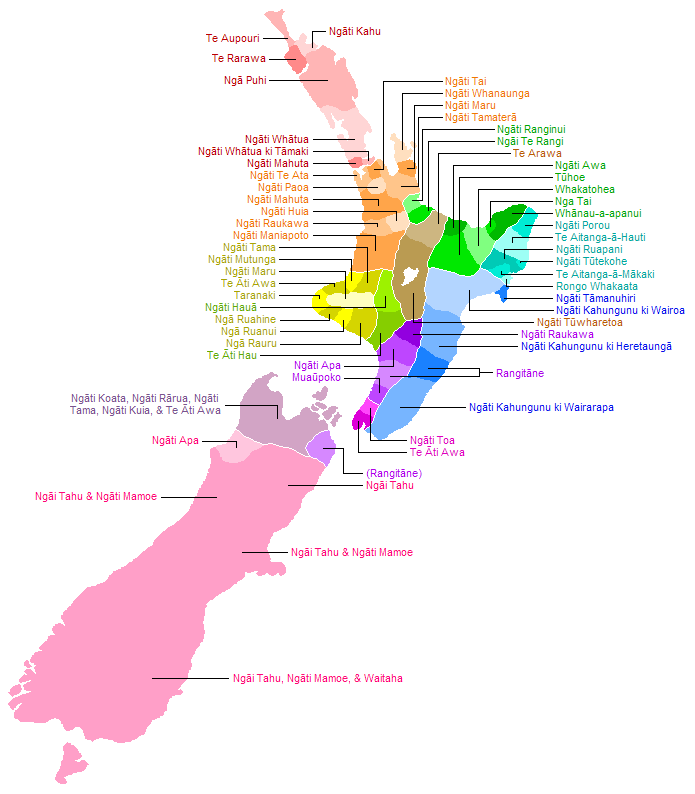
Localisation des iwis en Nouvelle-Zélande.

Plusieurs  hapū peuvent retracer leur ascendance, généralement sur la lignée masculine, jusqu'à un waka particulier , le canoë océanique sur lequel les ancêtres communs de cette tribu sont arrivés à Aotearoa en Nouvelle-Zélande, et ce niveau unifié est appelé iwi. Jusqu'à l'arrivée des Britanniques, l'iwi n'était pas une unité de gouvernance, mais était, entre autres choses, un moyen d'établir des liens de parenté et de communauté, une sorte de « qui est qui» .

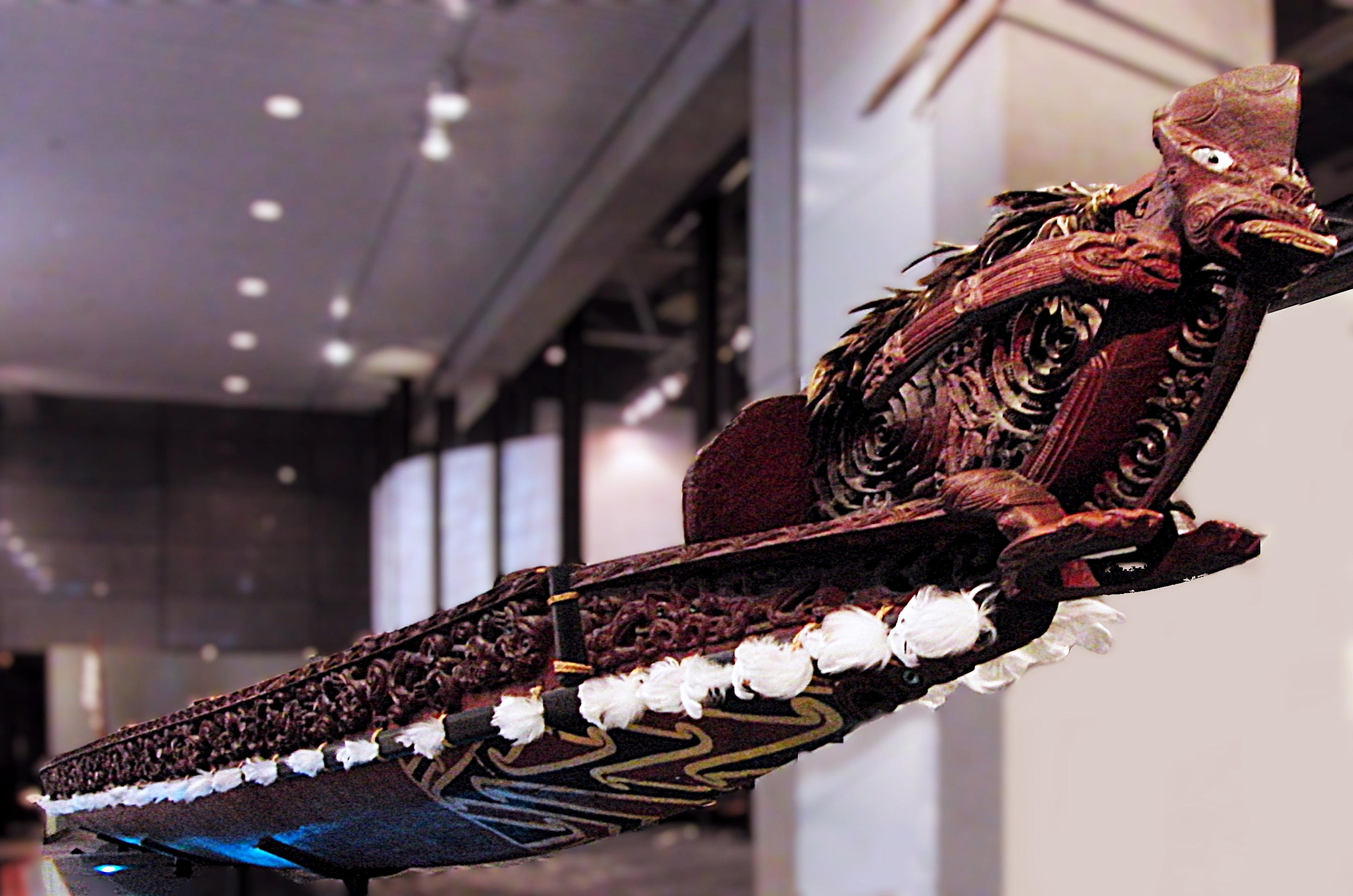
Waka du musée Te Papa Tongarewa de Wellington.

Cependant, en vertu du droit britannique et néo-zélandais ultérieur, un iwi se forme généralement en une entité légalement reconnue, et en vertu du traité de Waitangi, ces entités se voient accorder des droits et des obligations spéciaux en vertu du droit néo-zélandais, lorsqu'elles sont reconnues comme tangata whenua . Les Iwi doivent avoir une relation prouvable avec une zone géographique spécifique, et si cela est reconnu par l'autorité nationale ou locale, ils deviennent le tangata whenua légal. (Certaines régions peuvent avoir plusieurs groupes ayant le statut de tangata whenua , ce qui peut rendre le processus plus complexe).
Lorsque, par exemple, un projet immobilier majeur est proposé à la collectivité territoriale, le tangata whenua doit être consulté,  bien que le simple fait qu'une « consultation » ait lieu ne signifie pas que l'opinion de la tangata whenua sera forcément écouté. Lorsque des ossements sont trouvés, les tangata whenua sont censés être appelés. En plus de ces sortes d'exigences légalement mandatées, lorsqu'une personne souhaite faire bénir la terre, ou lorsqu'une mort subite survient, un ancien (kaumātua ou tohunga) du tangata whenua peut être invité à effectuer un rituel de purification.

## Tangata tiriti

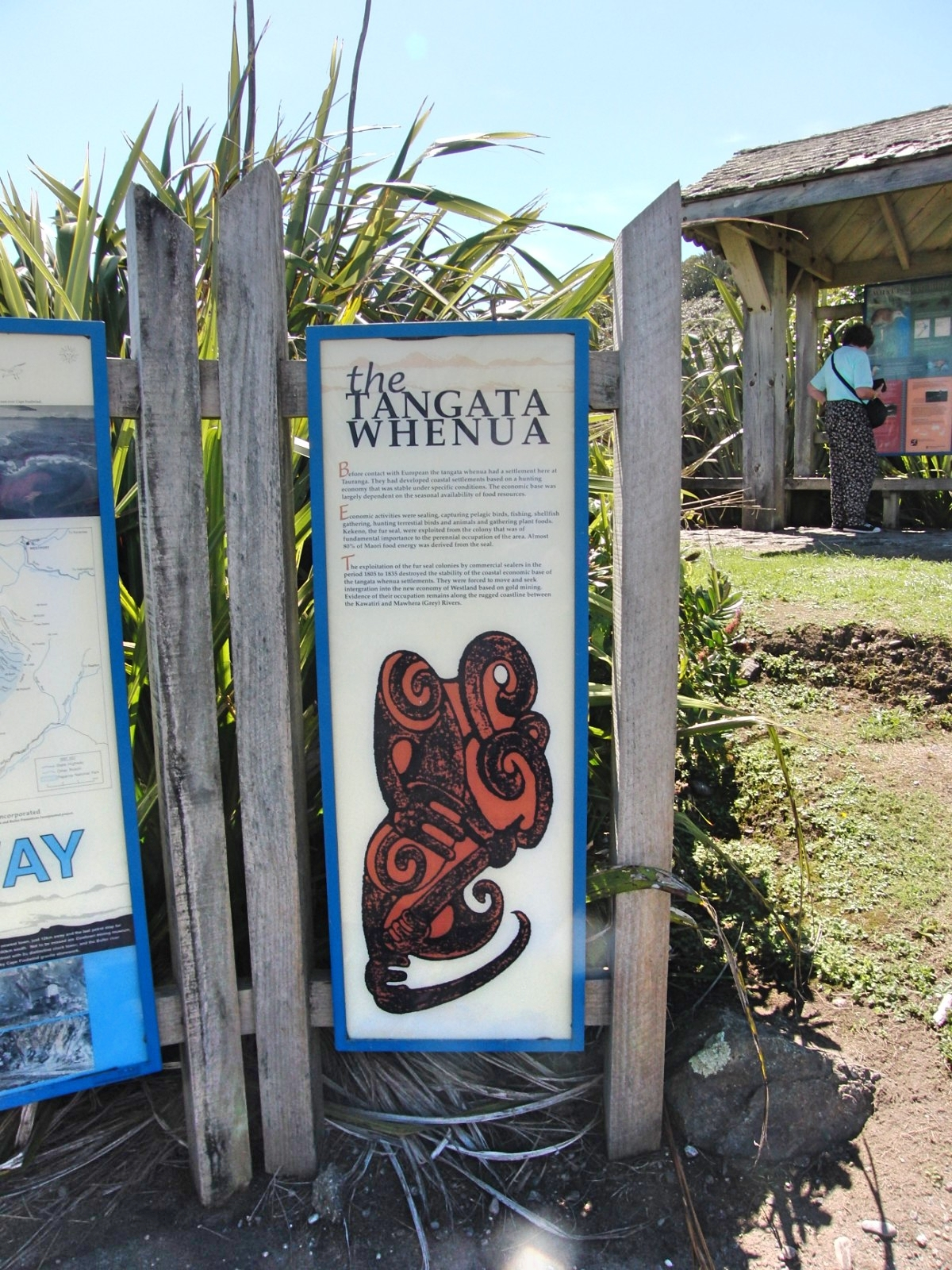
Un panneau expliquant en anglais le concept de Tangata Whenua.

La notion de tangata whenua est parfois opposée à celle de tangata tiriti, littéralement « le peuple du Traité ». Ce dernier terme fait référence aux Néo-Zélandais non autochtones qui sont dans le pays en vertu du Traité de Waitangi. Bien que certains le voient comme proche (mais pas nécessairement synonyme de) du terme Pākehā, les peuples qui sont arrivés sous les auspices des monarques de Grande-Bretagne puis de Nouvelle-Zélande ont une origine ethnique, des ancêtres et des racines de la plupart des régions du monde, y compris les continents d'Europe, d'Asie, d'Afrique et des Amériques, ainsi que de nombreuses îles du Pacifique. Utilisée notamment par le juge Eddie Durie, la notion de tangata tiriti souligne le partenariat et l'acceptation. Contrairement à tangata whenua, le terme tangata tiriti n'a pas encore atteint un usage courant en Nouvelle-Zélande.